# Кошоков, Немат Казакбаевич
Немат (Нематжан) Казакбаевич Кошоков (15 февраля 1965) — советский и киргизский футболист, защитник, тренер.

## Биография
В советский период выступал в основном в соревнованиях коллективов физкультуры. На уровне команд мастеров провёл лишь один сезон — в 1990 году в «Спартаке» (Андижан), представлявшем Узбекскую ССР во второй лиге.
После распада СССР выступал за клубы чемпионата Кыргызстана. В 1992 году в составе ошского «Алая» стал бронзовым призёром чемпионата и финалистом Кубка Кыргызстана. В 1994 году играл за «Ак-Алтын» (Кара-Суу), затем много лет выступал за ошские «Динамо»/«Динамо-Алай»/«Динамо-УВД». Становился бронзовым призёром чемпионата (1996) и финалистом Кубка (1997, 1998, 2000). Позднее играл в высшей лиге за клубы «Нефтчи» (Кочкор-Ата) и «Ак-Бура» (Ош).
Много лет работает детским тренером в ОДЮСШ, позднее — в Академии футбола имени А. Момунова. Также является сотрудником технического отдела ФФКР и преподаёт на тренерских курсах.
Во второй половине 2010-х годов входит в тренерский штаб ошского «Алая». В 2017—2019 годах включался в заявку клуба на Кубок АФК в качестве главного тренера из-за лицензионных требований, так как является обладателем тренерской лицензии «А».